# وائل السقا
وائل السقا (1956-)، نقيب سابق لنقابة المهندسين الأردنيين، 
مؤسس ورئيس مجلس إدارة قناة اليرموك الفضائية، نائب رئيس غرفة التحكيم العربية للعقود الهندسية و الانشائية. عضو الهيئة العربية للتحكيم الهندسي.
يعمل في مكتبه الخاص في مجال الاستشارات الهندسية مكتب الافق للاستشارات الهندسة.

## المؤهل العلمي
حاصل على بكالوريوس هندسة معمارية من الجامعة الأردنية عام 1980.

## حياته النقابية
- ترأس نقابة المهندسين الاردنيين لدورتين متتاليتين :
  - الدورة الثالثة والعشرين ( 2003 - 2006 )
  - الدورة الرابعة والعشرين (2006 - 2009 .
- ترأس اتحاد المنظمات الهندسية في الدول الإسلامية عام 2009.[3]

رئيس مجلس النقباء الأردنيين في مجمع النقابات المهنية في الأردن لدورتيين متتاليتين.
ورئيس لجنة شريان الحياة في مجمع النقابات المهنية في الأردن (2011).
- رئيس الهيئة العربية لتاهيل واعتماد المهندسين في اتحاد المهندسين العرب , لدورتين .
- عضو مجلس إدارة جمعية المحكمين الاردنيين, لدورتين .

## مواقع أخرى شغلها
- عضو سابق في مجلس إدارة مصفاة البترول الاردنية (2008-2016)
- رئيس سابق لمجلس إدارة الشركة المهنية للاستثمار ات.
- رئيس الوفد الأردني في اسطول الحرية الأول - سفينة مرمرة التركية.[5]